# China Anne McClain
China Anne McClain (n. 25 august 1998, Atlanta, Georgia, SUA) este o actriță și cântăreață americană.
Este mai bine cunoscută prin personajul său, Chyna Parks, din serialul original Disney Channel Bobocii isteți. De asemenea, a apărut și în mai multe seriale Disney Channel precum Hannah Montana, Jonas L.A. și Magicienii din Waverly Place. McClain cântă șase cântece singură și alte două în compania surorilor ei pentru coloana sonoră oficială a serialului Bobocii isteți, care a debutat pe Billboard 200 pe locul 29 cu 14 000 de exemplare vândute în prima săptămână. Lansarea conținea hitul său „Calling All the Monsters”, care a ajuns la locul nr. 86 în Billboard Hot 100. Este una dintre cele mai tinere cântărețe care sunt pe această listă. China a fost câștigătoarea competiției muzicale în care s-a transformat în celebrități precum Rihanna, Alicia Keys, Michael Jackson, printre alții pentru a-i interpreta. A participat în filmele originale Disney Channel Descendenții 2 și 3 interpretând-o pe Uma, fiica răufăcătorului din Mica Sirenă, Ursula.

## Filmografie

### Televiziune
| An        | Titlu                           | Rol                         | Note                                                      |
| --------- | ------------------------------- | --------------------------- | --------------------------------------------------------- |
| 2007–2012 | Tyler Perry's House of Payne    | Jazmine Payne               | Personaj principal (sezoane 1–4, 6–8)                     |
| 2008      | Jimmy Kimmel Live!              | Natasha Obama               | Episod: „6.165” (sketch: Barack Obama Live!)              |
| 2009      | Hannah Montana                  | Isabel                      | Episod: „Welcome to the Bungle”                           |
| 2009      | NCIS                            | Kayla Vance                 | Episod: „Knockout”                                        |
| 2009      | Jack and Janet Save the Planet  | Janet                       | Voce; serial de televiziune                               |
| 2010      | Frații Jonas în Los Angeles     | Kiara Tyshana               | Personaj recurent (sezon 2)                               |
| 2011      | Magicienii din Waverly Place    | Tina                        | Episoade: „Dancing with Angels” și „Wizards vs Angels”    |
| 2011–2014 | Bobocii isteți                  | Chyna Parks                 | Personaj principal                                        |
| 2011      | PrankStars                      | Ea însăși                   | Episod: „Game Showed Up”                                  |
| 2012      | Doc McStuffins                  | Tisha McStuffins            | Episod: „Chilly Gets Chilly/Through the Reading Glasses”  |
| 2014      | Sing Your Face Off              | Participant                 |                                                           |
| 2014      | R. L. Stine's The Haunting Hour | Sam Covington               | Episod: „Argh V”                                          |
| 2014      | How to Build a Better Boy       | Gabby Harrison              | Serial de televiziune                                     |
| 2015      | Bones                           | Kathryn Walling             | Episod: „The Lost in the Found”                           |
| 2015      | VeggieTales in the House        | Jenna Chive                 | Voce; episod: „Jenna Chive Live”                          |
| 2015–2016 | Descendants: Wicked World       | Freddie                     | Voce; Personaj principal (sezon 1)                        |
| 2016      | The Night Shift                 | Lauren                      | Episod: „Unexpected”                                      |
| 2017      | K.C. Undercover                 | Sheena                      | Episoade: „Coopers on the Run” și „Welcome to the Jungle” |
| 2017      | Descendants 2                   | Uma                         | Serial de televiziune                                     |
| 2018      | Black Lightning                 | Jennifer Pierce / Lightning | Personaj principal                                        |

### Film
| An            | Titlu                         | Rol                | Note                       |
| ------------- | ----------------------------- | ------------------ | -------------------------- |
| 2005          | The Gospel                    | Alexis             |                            |
| 2006          | Madea's Family Reunion        | Tamara             |                            |
| 2007          | A Dennis the Menace Christmas | Margaret           |                            |
| 2007          | Daddy's Little Girls          | China James        |                            |
| 2008          | Six Blocks Wide               | Vecin #8           | Scurt-metraj               |
| 2010          | Hurricane Season              | Alana Collins      |                            |
| 2010          | Grown Ups                     | Charlotte McKenzie |                            |
| 2013          | Grown Ups 2                   | Charlotte McKenzie |                            |
| 2016          | Barbershop: The Next Cut      | Serena             |                            |
| 2016          | Bilal: A New Breed of Hero    | Ghufaira           | Voce                       |
| 2016          | Sheep and Wolves              | Lyra               | Voce (versiune în engleză) |
| 2017          | Ten: Murder Island            | Meg                |                            |
| Va fi anunțat | Blood Brother                 | Darcy              | Post-producție             |